# Festiwal Polki
Festiwal Polki – festiwal muzyczny, który odbywał się w Świętochłowicach od 2005 do 2009 roku w pierwszy weekend września. Odbywał się on na terenie OSiR Skałka na trzech scenach. Podczas festiwalu pokazywały się artyści różnych stylów muzycznych, od poważnych, przez folkowe i popowe, a kończąc na rockowych. Zapraszane także były zespoły z miast zagranicznych, m.in. Czech, Austrii, Holandii, Słowacji i Węgier. Średnia liczba widzów trzydniowego festiwalu sięgała 200 tys. osób.

## Edycje festiwalu

### I Festiwal Polki – 2005
- Krzysztof Krawczyk
- Brathanki
- Józef Skrzek
- Kindla
- Andrzej Rybiński
- Norbi
- Rubens Band
- Zespół Pieśni i Tańca "Śląsk"
- Karpowicz Family

### II Festiwal Polki – 2006
- Boney M
- Paweł Kukiz
- Ewelina Flinta
- Universe
- Kindla
- Happy End
- Edward Simoni

### III Festiwal Polki – 2007
- Bayer Full
- Alan Silson
- Łzy
- Kindla
- Piotr Szczepanik
- Kasia Kowalska

### IV Festiwal Polki – 2008
- Gang Marcela
- Goombay Dance Band
- Progres
- IRA

### V Festiwal Polki – 2009
- Kombii
- Wawele & Jan Wojdak
- Big Day